# Ландидно
Ландѝдно (на уелски: Llandudno, на уелски се произнася по-близко до Хландѝдно, звуков файл и буквени символи за произношение , на английски се произнася по-близко до Ландѝдноу) е град в Северен Уелс, графство Конуи. Разположен е на едноименния залив Ландидно Бей на Ирландско море на около 50 km западно от английския град Ливърпул. На 10 km на изток от Ландидно по крайбрежието е уелският град Колуин Бей, а на запад също по крайбрежието на 18 km е уелският град Бангор. Има жп гара и пристанище. Морски курорт, получил през 1864 г. званието „Кралица на уелските курорти“. Населението му е 20 090 жители според данни от преброяването през 2001 г.

## Спорт
Представителният футболен отбор на града се казва ФК Ландидно. От сезон 2015-2016 г. е участник е в Уелската Висша лига.